# 東京都立小金井北高等学校
東京都立小金井北高等学校（とうきょうとりつ こがねいきたこうとうがっこう）は、東京都小金井市緑町四丁目にある都立高等学校。通称「小北（こきた）」「北高（きたこう）」「こがきた」。現在の在学生の殆どは「小北」と呼んでいる。｢kk｣と略す場合もある。

## 沿革
- 1979年11月　開設準備事務所を都立砂川高校内に設置
- 1979年12月 東京都立小金井北高等学校設立
- 1980年1月　校舎の都合により、武蔵野北高校内に一時移転。
- 1981年1月　現在の地に新校舎完成のため移転
- 1981年11月　運動場完成
- 1982年2月　入試においてグループ合同選抜制度導入。91グループに編成される
- 1982年6月　開校記念式典挙行
- 1989年　創立10周年記念式典挙行
- 1994年　入試において単独選抜となる
- 1999年　創立20周年記念式典挙行
- 2008年　東京都教育委員会より平成20年度重点支援校の指定を受ける
- 2009年　創立30周年を記念して新入生より制服を一新する。創立30周年記念式典挙行
- 2010年　東京都教育委員会より進学指導推進校の指定を受ける
- 2013年　東京都教育委員会より言語能力推進校・学力スタンダード指定校の指定を受ける
- 2013年9月　校舎改築のため、校庭に建築した仮校舎へ引っ越し
- 2015年4月　改築終了に伴い、新校舎での授業スタート
- 2019年10月　創立40周年記念式典挙行

## 教育目標
出典 : 
「創造」「自律」「努力」
　創造：個性を発揮して、自主的に研究し活動する。
　自律：秩序を重んじて、規律を守りよく協調する。
　努力：目的をもって、持てる能力のすべてを投入する。

## 交通
出典 : 
電車
| 路線名   | 最寄り駅     | 出口 | 徒歩所要時間 |
| -------- | ------------ | ---- | ------------ |
| JR中央線 | 東小金井駅   | 北口 | 11分         |
| JR中央線 | 武蔵小金井駅 | 北口 | 15分         |

バス
| 運行事業者   | 乗車駅       | 系統                         | 下車停留所              |
| ------------ | ------------ | ---------------------------- | ----------------------- |
| 京王電鉄バス | 武蔵小金井駅 | 武03・武04                   | 「小金井北高校」        |
| 西武バス     | 武蔵小金井駅 | 武12・武14・武15・武19・武20 | 「本町二丁目」、徒歩8分 |
| 西武バス     | 清瀬駅       | 武13                         | 「本町二丁目」、徒歩8分 |
| 西武バス     | 花小金井駅   | 武17・花12                   | 「本町二丁目」、徒歩8分 |
| 西武バス     | 東久留米駅   | 武21                         | 「本町二丁目」、徒歩8分 |

## 基礎データ

### 校名の由来
本校の校名は「東京都立学校設置条例施行規則の一部を改正する規則」第91号により「東京都立小金井北高等学校」として認可されている。小金井市で唯一の普通科の都立高校であるが、1950年～1958年の間、東京都立小金井工業高等学校（現在の東京都立多摩科学技術高等学校）の名前が小金井高校であったため、混同を防ぐために「北」を付けた。ちなみに同じ頃に開校した東京都立武蔵野北高等学校、東京都立調布北高等学校も他校との混同を防ぐために「北」が付けられており、3校合わせて「サンキタ」と呼ばれることもある。
また、通称小北『コキタ』と呼ばれる。

### 校歌
作詞：串田孫一、作曲：本間貞史
本間貞史氏は、都立高校の校歌では、東京都立清瀬高等学校、東京都立田無高等学校の校歌の作曲も担当している。また、野球の強豪校である、沖縄の興南高校の校歌も作曲している。本間氏は長年、麻布学園音楽科教諭を勤めたが、本校初代校長小峯勇の教え子であるという縁で、本校校歌の作曲を依頼された。
串田孫一氏は、哲学者で多彩な活躍をされているが、詩人、エッセイストと紹介されることが多い。亡くなるまでの47年間、本校の近くに住んでいた。この縁で小金井市役所から紹介され、校歌の作詞をお願いすることになった。本校の他には、当時の学長と登山仲間という縁から依頼を受け、新潟薬科大学の校歌でも作詞をしている。
現在では年度の初めに行われる合唱コンクールにて一年生の課題曲として、四部合唱版に編曲されて毎年歌うようになった。

小金井北高校校章

### 校章
学校の周辺に桜が多いところから桜の花びらを配し、校名の頭文字「小」を組み込んで図案化したもの。三枚の花びらは、教育目標の「創造」「自律」「努力」を表し、同時に生徒・保護者・教職員を象徴している。周囲の円は「円満」を表して、人間性豊かな人物となることを目指している。なお、この桜はソメイヨシノではなく、ヤマザクラである。小金井は玉川上水沿いのヤマザクラの並木（現在の小金井橋周辺）が古くから桜の名所となっており、これにちなんでヤマザクラは小金井市のシンボルとなっている。

### 電波研究所
本校の地には、かつて郵政省電波研究所があった。1975年に電波研究所は、業務の近代化・効率化のために小金井市内の貫井北町に移転し、現在の独立行政法人情報通信研究機構となっているが、その跡地が本校の用地となっている。また、電波を送受信するためのアンテナが立っていた場所が、本校第二グラウンドになっている。ちなみに、正門前脇から西側にかけての大きなヤマザクラの並木は、電波研究所以来のものである。なお、1976年12月に「小金井市に都立普通高校を誘致する会」から小金井市議会に提出された陳情書によれば、当初は小金井市は栗木公園に高校を建設する構想だったようであるが、公園指定を外すことが困難であったため、都が国と折衝して交換方式により電波研究所跡地を取得し、その用地に本校が建設された。

### スタインウェイ

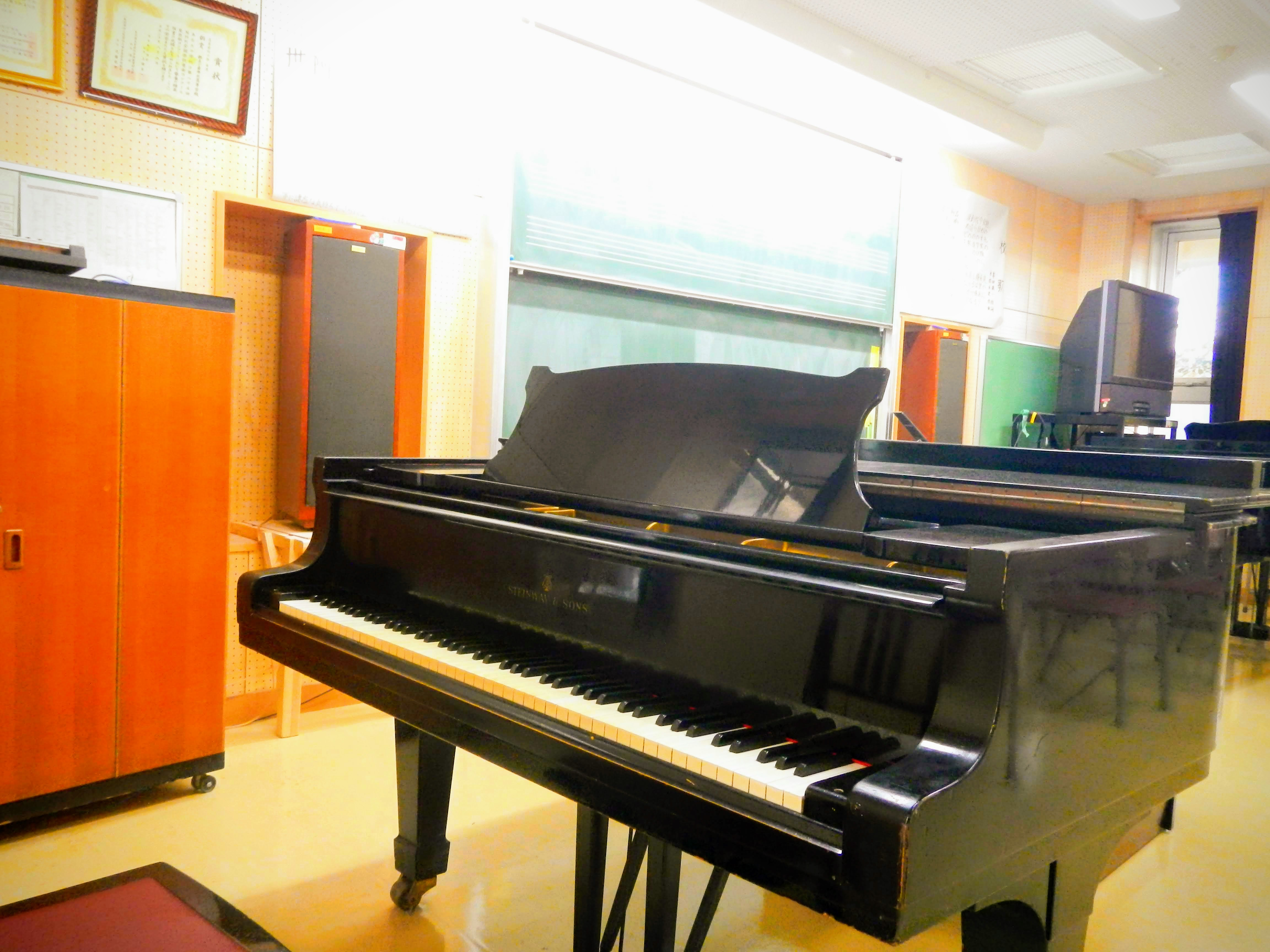
音楽室のスタインウェイ製グランドピアノ

本校の音楽室にはスタインウェイのピアノがある。このピアノは、上野の東京文化会館で第一号として使用されていたものが、その後、立川の社会教育会館に移され、更に社会教育会館が多摩教育センターに変わるときに払い下げられたものである。（社会教育会館・多摩教育センターは2016年12月27日に閉館）

### 姉妹校
2020年よりオーストラリア・ウヌーナハイスクールとの間で姉妹校協定が結ばれた。しかし2020年7月に予定されていた、第1回海外語学研修旅行は、新型コロナウイルス感染症の影響により、中止になってしまった。

## 高校関係者

### 歴代校長
| 代     | 氏名      | 就任年月   |
| ------ | --------- | ---------- |
| 初代   | 小峯 勇   | 1979年12月 |
| 第2代  | 繁田 淳臣 | 1984年4月  |
| 第3代  | 小野 光夫 | 1989年4月  |
| 第4代  | 川口 鷹利 | 1992年4月  |
| 第5代  | 篠原 忠英 | 1994年4月  |
| 第6代  | 小泉 功   | 1998年4月  |
| 第7代  | 小澤 拓美 | 2003年4月  |
| 第8代  | 野口 眞幸 | 2006年4月  |
| 第9代  | 和田 文夫 | 2010年4月  |
| 第10代 | 佐藤 修   | 2011年4月  |
| 第11代 | 立石 武則 | 2015年4月  |
| 第12代 | 杉本 悦郎 | 2019年4月  |

### 著名な出身者
- 秦誠一（名古屋大学大学院工学研究科教授）
- 小林洋子（小平市長、元小平市議会議員）
- たかだすみれ (シンガーソングライター)
- 天野慶（歌人）
- 枡野浩一（歌人）
- 中野遼太郎 (BFCダウガヴァ)
- 里咲しぐれ(宝塚歌劇団)
- 宇野慎太郎（芸人、さすらいラビー)

### 教職員
- 米村でんじろう - 高校教諭として最後に在職した高校（物理）
- 殿前康雄 - 元･北高教諭(物理)。のちに都立八王子東高校校長(この時代の著書に祥伝社新書『都立高校は死なず―八王子東高校躍進の秘密』2005年がある)を経て、2005年私立大成高校校長に就任。

## 部活動
2024年度の部活動一覧は下記の通り。
運動部
- 男子バスケットボール部
- 女子バスケットボール部
- 男子バレーボール部
- 女子バレーボール部
- 男子バドミントン部
- 女子バドミントン部
- ハンドボール部
- ソフトボール部
- サッカー部
- 陸上競技部
- 水泳部
- 剣道部
- 男子テニス部
- 女子テニス部
- ダンス部

文化部
- 写真部
- 文芸部
- コーラス部
- 吹奏楽部
- 茶道部
- 美術部
- 演劇部
- 漫画研究部
- フォークソング部
- 野外研究部
- パソコン部
- ボランティア部

## 学校行事

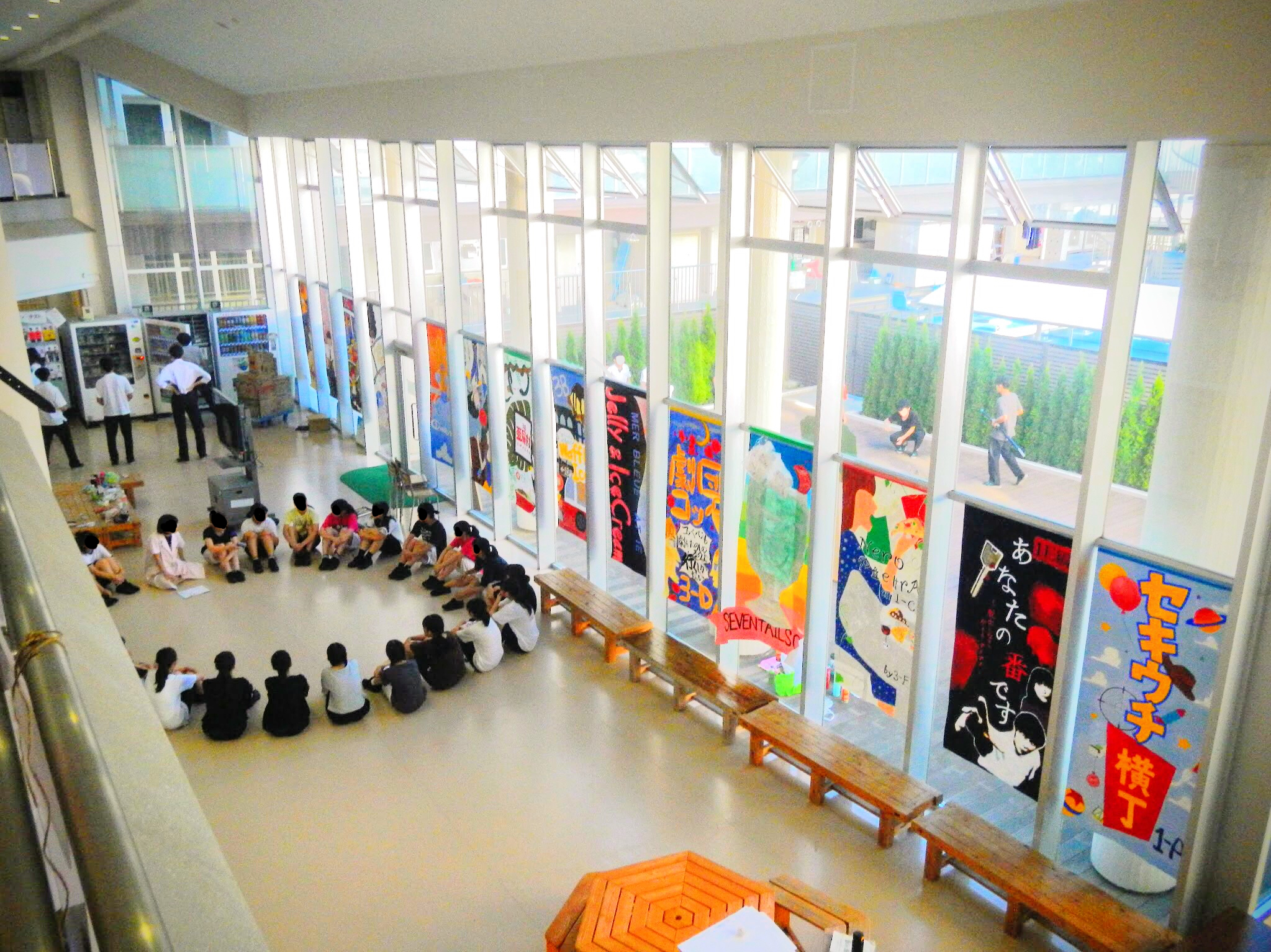
2019年度桜樹祭準備期間の様子

「体育大会」「合唱コンクール」「桜樹祭（文化祭）」の３つを合わせて「小北三大行事」と総称している。体育大会と合唱コンクールは5～6月ごろ、桜樹祭は9月に行われているが、この三つの行事のそれぞれの5日前からは行事優先期間として、部活動を始める前にクラスの行事を優先させる時間をとっており、部活動と行事の両立を図っている。2020年の新型コロナウイルスの影響により、その年は「文化祭」「体育大会」の中止を余儀なくされた。
｢飲酒コンパ事件｣(1990年)
1990年9月23日(後夜祭2日目の終了後)、2年生294人のうち99人(男女ほぼ同数)が都立小金井公園に集まり、会費一人300円で飲酒コンパを行った。代表者が買ってきた飲食物に缶ビールが多数含まれ、皆で飲んだという。21時ごろ散会したが、参加した男子生徒4人がバイクの空ぶかしをするなどで小金井警察署に保護され、飲酒コンパが明るみに出た。25日、学校側は「参加者は自発的に申し出るように」と指導し、人数が分かった。小野光夫校長(当時)は「参加した生徒たちは素直に反省している」と釈明した。都教委によると、約百人もの飲酒が発覚したのは都立高校では初めてという。同年10月10日の毎日新聞が朝刊社会面でこの事件を報じた。

## 東京都からの指定
2020年5月現在、東京都教育委員会より、進学指導推進校（2010年から）、英語教育推進校（2016年から）、理数研究校（2016年から）、海外学校間交流推進校（2019年から）の指定を受けている。また、2019年度より「高大連携による教員養成プログラム」を東京学芸大学との連携により推進している。